# Otto-Erich Edenharter
Otto-Erich Edenharter (* 23. August 1906 in Nürnberg; † 2. Februar 1987) war ein deutscher Schauspieler.

## Leben
Otto-Erich Edenharter absolvierte von 1926 bis 1929 eine private Schauspielausbildung bei Dr. W. Staegmann. Nach mehreren Theaterengagements, vornehmlich an Provinzbühnen, war er ab den 1950er-Jahren als Theaterschauspieler in Berlin tätig.
Er spielte in über 60 Film- und Fernsehproduktionen mit, darunter in den DDR-Krimiserien Blaulicht, Polizeiruf 110 und Der Staatsanwalt hat das Wort. Zumeist wurde er im Film und Fernsehen in kleinen und mittleren Rollen besetzt. Zu seinem Rollenspektrum gehörten Figuren aus dem Volke, wie Wirte (so in der Literaturverfilmung Jungfer, Sie gefällt mir; 1969), Bauern und Fischer, aber auch Parteifunktionäre, Vorgesetzte und Hoheitsträger. In dem Märchenfilm Rotkäppchen (1960), einer Fernsehinszenierung des Fernsehens der DDR, spielte er den Bären.

## Privates
Er war mit Annelies Edenharter, die ebenfalls Schauspielerin war, verheiratet. Seine aus dieser Ehe stammenden Kinder Bodo Wolf und Birgit Edenharter ergriffen beide ebenfalls den Schauspielberuf.
Am  2. Februar 1987 verstarb Edenharter im Alter von 80 Jahren.

## Filmografie (Auswahl)
- 1957: Wo Du hin gehst ...
- 1958/59: Kapitäne bleiben an Bord
- 1959: Simplon-Tunnel
- 1960: Manko
- 1960: Hatifa
- 1960: Einer von uns
- 1960: Rotkäppchen (Fernsehfilm)
- 1961: Italienisches Capriccio
- 1961: Premiere im Admiralspalast (Fernsehfilm)
- 1962: Unsere Straße – unsere Liebe
- 1962: Freispruch mangels Beweises
- 1962: Rom, Via Margutta (Fernsehfilm)
- 1962: Das grüne Ungeheuer (Fernsehmehrteiler)
- 1962: Wenn ich das gewusst hätte… (Fernsehfilm)
- 1962: Die schwarze Galeere
- 1962: Die Nacht der Entscheidung (Fernsehfilm)
- 1963: Stelldichein bei Huckebein
- 1963: Einer, der auszog das Gruseln zu lernen (Fernsehfilm)
- 1963: Blaulicht: Kümmelblättchen (Fernsehserie)
- 1964: Der Mann mit der Maske
- 1964: Der Lord von Finkenwärder (Fernsehfilm)
- 1964: Mir nach, Canaillen!
- 1965: Die Mutter und das Schweigen (Fernsehfilm)
- 1966: Der Staatsanwalt hat das Wort: Am Mozartplatz (Fernsehserie)
- 1969: Jungfer, Sie gefällt mir
- 1969: Seine Hoheit – Genosse Prinz
- 1972: Polizeiruf 110: Ein bißchen Alibi (Fernsehserie)
- 1973: Das unsichtbare Visier (Fernsehserie)
- 1974: Der Staatsanwalt hat das Wort: Das Gartenfest (Fernsehserie)
- 1974: Der Untergang der Emma
- 1976: Der Staatsanwalt hat das Wort: Der Brief aus Slubice (Fernsehserie)
- 1977: Polizeiruf 110: Ein unbequemer Zeuge (Fernsehserie)
- 1979: Das Ding im Schloß
- 1979: Für Mord kein Beweis
- 1979: Herbstzeit (Fernsehfilm)
- 1980: Am grauen Strand, am grauen Meer (Fernsehfilm)
- 1982: Polizeiruf 110: Petra (Fernsehserie)
- 1984: Polizeiruf 110: Schwere Jahre (2. Teil) (Fernsehserie)

## Hörspiele
- 1961: Ferenc Taar: Die Schlacht in der Veréb-Gasse – Regie: Helmut Hellstorff (Hörspiel – Rundfunk der DDR)
- 1968: Gerhard Rentzsch: Am Brunnen vor dem Tore – Regie: Hans Knötzsch (Hörspiel – Rundfunk der DDR)
- 1970: Klaus G. Zabel: Napoleon und die Zöllner (Patron) – Regie: Peter Groeger (Hörspiel – Rundfunk der DDR)
- 1970: Hans Pfeiffer: Identifizierung eines unbekannten Toten – Regie: Horst Liepach (Hörspiel – Rundfunk der DDR)
- 1973: Hans Siebe: In Sachen Rogge (Reinefarb) – Regie: Fritz-Ernst Fechner (Hörspielreihe: Tatbestand Nr. 2 – Rundfunk der DDR)
- 1977: Carlos Coutinho: Die letzte Woche vor dem Fest (Alter Mann) – Regie: Helmut Hellstorff (Hörspiel – Rundfunk der DDR)
- 1980: Lia Pirskawetz: Stille Post – Regie: Horst Liepach (Biografie – Rundfunk der DDR)